# Cronologia Greciei
Aceasta este o cronologie a Greciei din preistorie până în prezent.

## Neolitic
- 6500 î.en.-Primele așezări neolitice de la Cnossos
- 4750 î.en.-Colonizarea Cicladelor

## Epocă Bronzului
- 2800  î.en. : morminte cu cupolă din Creta
- 2300 î.en.: Lerna și Myrtos sunt distruse
- 2200  i.en. :   indo-europenii/aheii  invadeazÄ Grecia  și fondează Micene
- 2000 î.en.:sunt construite primele palate minoice
- 1900 i.en.:  Linearul A
- 1900  î.en. : Palatul din Cnossos   in Creta
- 1700 î.en.: primele palate minoice sunt distruse
- 1628  î.en. : O erupție a vulcanului Thera distruge orașul Akrotiri
- 1600  î.en. : Mormintele regale din Micene
- 1450 î.en.. : civilizația minoica este distrusă de micenieni, este distrusă cea de-a două serie e palate minoice
- 1370 î.en.: Distrugerea palatului de la Cnossos
- 1250  î.en. : Sunt construite palate miceniene
- aprox. 1300-1184  î.en. : Căderea Troiei
- 1100  î.en.: Micene este distrusă de dorieni  care aveau arme de fier

## Epocă Întunecatǎ
- 1100  î.en. : Delphi devine capitală  ligii  de orașe grecești ( inclusiv Spartă și Atena )
- 1015 î.en.: Clădirea de la Tumba din Lefkandi
- 1000  î.en. : grecii  colonizează  coastele de est ale Marii Egee
- 950  î.en. : grecii fondează orașul Milet in Ionia ( coastă de vest a Turciei )
- 850  î.en. : Homer scrie Iliada și Odiseea
- 820-730 î.en.: Reformele lui Licurg în Sparta
- 800  î.en. : apar primele orașe-state sau  " polisuri" ( Atena , Teba , Megara , Corint , Sparta )
- 800  î.en. : grecii adoptă alfabetul de la fenicieni

## Epocă Arhaică
- 776  î.en. : primele Jocuri Olimpice
- 760  î.en. : Euboea a fondat colonia   Cumae in Italia
- 750  î.en. : prima serie de   inscripții din alfabetul grec
- 750  î.en. : Colonizarea   Mediteranei
- 734  î.en. : Naxus este prima colonie greacÄ in Sicilia
- 733  î.en. : Corint a fondat colonia siciliană  Siracuza
- 725  î.en. : poetul Hesiod  scrie Theogonia
- 700  î.en. : Colonizarea elenică se extinde in sudul Italiei , Asia Mica , Marea Neagra
- 685  î.en. : Al doilea război Messenian
- 670  î.en. : primele monede grecești sunt batute de catre regele Gyges din Lydia
- 670  î.en. :  Milet fondează colonii pe coastele Mării Negre și Mării Mediterane
- 657  î.en. : Megara fondează Byzantium
- 650  î.en. : Terasa de lei de la Dilos
- 650  î.en. : Perdiccas Temenid a fondat  regatul macedonean cu capitala la Aegeae ( Vergina )
- 640  î.en. : Spartă adopta o forma militarista de guvernare
- 632  î.en. : Atena desfiinteaza monarhia  in favoarea unei oligarhii
- 621  î.en. : Dracon stabilește codul atenian de drept
- 610  î.en. : Milet formează o legătură comercială cu  Egipt
- 600  î.en. : Întemeierea Marsiliei
- 594  î.en. : Arhontatul lui  Solon: acesta pune bazele  democrației ateniene
- 585  î.en. : filosoful Thales din Milet
- 582  î.en. : jocurile Pythiane sunt stabilite la  Delphi și jocurile  Isthmiane sunt stabilite la Corint
- 575  î.en. :  poeta Sappho
- 570  î.en. : primele monede sunt batute la Atena
- 560  î.en. : Regele Lydiei, Cresus,  cucerește Ionia , cu excepția Miletului
- 560  î.en. : Templul lui Artemis din Efes este construit
- 549  î.en. : Cirus , regele Persiei , cucerește   Lydia și orașelor-state grecești din Asia Mica
- 546  î.en. : Tirania lui Pisistrate este instaurată la  Atena
- 546  î.en. : Sparta formeaza Liga Peloponesiaca
- 538  î.en. : Primele tragedii sunt scrise la Atena
- 530  î.en. : Pythagora fondează Matematica
- 525  î.en. :   Eschil , Sofocle , Euripide scriu tragedii
- 510  î.en. : Atena se alatura Ligii Peleponesiene
- 510  î.en. :  Căderea lui Hippias
- 508  î.en. :Reformele lui  Cleisthenes